# 林千之
林千之（?—?），字能一，號雲根，平陽（今屬浙江）人。
林千之为林世聪之弟，理宗開慶元年（1259年）進士，歷官南康、江陰教授，連江丞，通判嘉興。入京擔任樞密院編修，出京知信州。宋亡后，林千之徜徉里居，以翰墨自娱。他收藏有丰富的图书和法帖，且别具鉴赏之眼，当时儒林推重之。有《雲根癡菴集》，已佚。
南宋另有一重名者林千之，曾任钦州知府，以任上食人轰动当时。平阳林千之与他并非同一人。林千之食人事件发生于宋宁宗嘉定十二年（1219），当年十月辛卯，此事被胡卫上奏至朝廷。而平阳林千之开庆元年才登进士，其间相差了四十年。